# Willkommen! Ihr herrschenden Götter der Erden!, BWV Anh. 13
Willkommen! Ihr herrschenden Götter der Erden!, BWV Anh. 13 (Benvinguts, els déus governen el món) és una cantata perduda de Bach, estrenada a Leipzig el 28 d'abril de 1738, per la visita de Frederic August II de Saxònia i rei August III de Polònia i la seva esposa Maria Josepa d'Àustria amb motiu del casament de la seva filla, la princesa Maria Amàlia i el rei Carles IV de les Dues Sicílies, futur Carles III d'Espanya, el text és de Johann Christoph Gottsched.